# MS (sigarette)

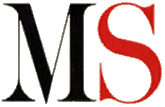
Il logo MS

MS è un marchio di sigarette prodotte a partire dal 1969 su idea dei Monopoli di Stato.
Il nome è un acronimo di “Messis Summa” (in latino il raccolto migliore), oltre che a richiamare gli allora monopoli.
Sono state a lungo le sigarette più fumate in Italia, in particolare nel periodo dagli anni 70 agli anni 2000. Ancora oggi sono tra le marche di sigarette più popolari in Italia.
Le MS erano prodotte da E.T.I. ente controllato dai Monopoli di Stato, poi privatizzato e acquistato dalla BAT Italia (British American Tobacco).

## Storia
L'idea di lanciare il marchio MS, da parte dei Monopoli di Stato, venne sul finire degli anni 60, esattamente nel 1969, dal momento che il mercato delle sigarette nazionali veniva sempre più insidiato dalla concorrenza estera, americana in primis. Serviva una sigaretta dal sapore moderno e di nuova concezione che superasse l'immagine antiquata delle vecchie e tradizionali sigarette nazionali senza filtro per ridare lustro al mercato nazionale dei tabacchi. In breve tempo MS diventò la sigaretta leader del mercato italiano.

## Sponsorizzazioni

L'Osella di Formula 1 sponsorizzata da MS.

MS è stato anche sponsor dell'Aprilia Racing nel Motomondiale, partnership conclusasi a fine 2005 a causa delle sempre più restrittive leggi anti-tabacco. Tra i piloti sponsorizzati MS si possono citare Marco Melandri, Manuel Poggiali, Tetsuya Harada, Roberto Locatelli, Franco Battaini, Alex De Angelis, Régis Laconi, Jeremy McWilliams e (attraverso il brand Sax) Colin Edwards e Noriyuki Haga.
In tempi più lontani, MS è stato lo sponsor principale della scuderia Osella Corse, quando esordì nel 1980 in Formula 1 con Eddie Cheever al volante.

## Le varianti in commercio
Sono molte le varianti di MS reperibili in Italia a seconda del sapore e dell'aroma; le MS, prodotte a Lecce fino al 1 gennaio 2011, poi delocalizzate in Romania, vengono anche esportate in gran parte dei paesi europei, come l'Austria e la Spagna. 
Le varianti di MS disponibili sono più di trenta, tra cui:
- MS bionde (ex MS filtro)
- MS rosse (ex mild)
- MS chiare (ex light)
- MS bianche (ex extra light)
- 821 full, blue, white AMERICAN BLEND (ex MS 821 con il leone dell'ETI sul pacchetto)
- MS international 100's
- MS 100's
- MS red
- MS rosa (ex extra mild)
- Club slim (ex MS Club)
- Brera slim (ex MS Brera)
- MS Blu
- MS Red
- MS Azzurre
- MS Special
- MS Stilo
- MS Classic
- MS Nazionali

### Contenuto della sigaretta
| Pacchetto                                         | Catrame | Nicotina | Monossido di carbonio (CO) |
| MS bionde                                         | 10 mg   | 0,9 mg   | 9 mg                       |
| MS bionde morbide                                 | 10 mg   | 0,9 mg   | 9 mg                       |
| MS internazionali 100's                           | 10 mg   | 0,9 mg   | 9 mg                       |
| MS rosse dure                                     | 10 mg   | 0,8 mg   | 10 mg                      |
| MS filtro morbide                                 | 10 mg   | 0,8 mg   | 9 mg                       |
| MS rosse                                          | 10 mg   | 0,8 mg   | 10 mg                      |
| MS blu                                            | 10 mg   | 0,8 mg   | 10 mg                      |
| MS leggere 100's                                  | 6 mg    | 0,5 mg   | 7 mg                       |
| MS Club Classiche                                 | 7 mg    | 0,7 mg   | 5 mg                       |
| MS chiare                                         | 4 mg    | 0,4 mg   | 5 mg                       |
| MS azzurre                                        | 7 mg    | 0,6 mg   | 8 mg                       |
| MS Club Bianca                                    | 3 mg    | 0,3 mg   | 3 mg                       |
| MS bianche                                        | 1 mg    | 0,1 mg   | 2 mg                       |
| Dati Gazzetta Ufficiale N. 163 del 15 luglio 2010 |         |          |                            |